# Distretto di Lusaka
Il distretto di Lusaka è un distretto dello Zambia, parte della Provincia di Lusaka.
Il distretto comprende 33 ward:
- Chainda
- Chaisa
- Chakunkula
- Chawama
- Chilenje
- Harry Mwaanga Nkumbula
- Independence
- John Howard
- Justine Kabwe
- Kabulonga
- Kabwata
- Mtendere
- Kamulanga
- Kamwala
- Kanyama
- Kapwepwe
- Libala
- Lilayi
- Lima
- Lubwa
- Matero
- Mpulungu
- Mtendere
- Muchinga
- Mulungushi
- Munali
- Munkolo
- Mwembeshi
- Ngwerere
- Nkoloma
- Raphael Chota
- Roma
- Silwizya